# Prinzipalkommissar
Die Amtsbezeichnung Prinzipalkommissar trug der offiziell beauftragte Vertreter des Kaisers auf den Reichstagen und sonstigen Versammlungen des Heiligen Römischen Reiches zwischen dem 16. und dem Ende des 18. Jahrhunderts.
Durch die Entwicklung des Reichstags von einem unregelmäßig einberufenen Treffen hoher Würden- und Amtsträger des Reiches mit dem König bzw. Kaiser zu einem ständigen Gesandtenkongress, dem „Immerwährenden Reichstag“, war es auf Grund ihrer Amtsgeschäfte nur noch wenigen Fürsten möglich, persönlich an den Reichsversammlungen teilzunehmen. Deshalb wurde die Vertretung eines Standes bzw. seiner Stimme durch einen anderen Stand oder eine besonders beauftragte Person im Laufe der Frühen Neuzeit von der Ausnahme zur Regel.
Während die Vertreter kleinerer Reichsfürsten durchaus niederen Adels oder sogar bürgerlich sein konnten, wurden mit der Vertretung des Kaisers meistens nur hohe Würdenträger des Reiches betraut, wie z. B. der Erzbischof von Salzburg, da dieser nicht schon dem Kurfürstenrat angehörte. Der Prinzipalkommissar saß in Vertretung des Kaisers u. a. den gemeinsamen Sitzungen des ganzen Reichstags (dem sog. Reichsrat) vor und wurde in seiner Arbeit meistens von ein oder zwei so genannten Konkommissaren unterstützt. Er übergab im Namen des Monarchen die kaiserliche Proposition an das Direktorium des Reichstags, das diese dann verlas und veröffentlichte.

## Liste der kaiserlichen Prinzipalkommissare
| 1663–1668: | Graf Guidobald von Thun und Hohenstein, Fürsterzbischof von Salzburg (* 1616; † 1668)                     |
| 1668–1669: | Graf David Ungnad von Weissenwolff (* 1604; † 1672)                                                       |
| 1669–1685: | Graf Marquard II. Schenk von Castell, Fürstbischof von Eichstätt (* 1605; † 1685)                         |
| 1685–1687: | Graf Sebastian von Pötting, Fürstbischof von Passau (* 1628; † 1689)                                      |
| 1688–1691: | Markgraf Hermann von Baden-Baden (* 1628; † 1691)                                                         |
| 1692–1700: | Fürst Ferdinand August von Lobkowitz, Herzog von Sagan (* 1655; † 1715)                                   |
| 1700–1712: | Kardinal Johann Philipp von Lamberg, Fürstbischof von Passau (* 1652; † 1712)                             |
| 1712–1716: | Fürst Maximilian Karl von Löwenstein-Wertheim-Rochefort (* 1656; † 1718)                                  |
| 1716–1725: | Kardinal Christian August von Sachsen-Zeitz, Fürsterzbischof von Gran, Primas von Ungarn (* 1666; † 1725) |
| 1726–1735: | Fürst Frobenius Ferdinand zu Fürstenberg-Meßkirch (* 1664; † 1741)                                        |
| 1735–1741: | Fürst Joseph Wilhelm zu Fürstenberg-Stühlingen (* 1699; † 1762)                                           |
| 1741–1745: | Fürst Alexander Ferdinand von Thurn und Taxis (* 1704; † 1773)                                            |
| 1745–1748: | Fürst Joseph Wilhelm zu Fürstenberg-Stühlingen (* 1699; † 1762)                                           |
| 1748–1773: | Fürst Alexander Ferdinand von Thurn und Taxis (* 1704; † 1773)                                            |
| 1773–1797: | Fürst Karl Anselm von Thurn und Taxis (* 1733; † 1805)                                                    |
| 1797–1806: | Fürst Karl Alexander von Thurn und Taxis (* 1770; † 1827)                                                 |